# 眼纹黄山雀
，是雀形目山雀科的一种鸟类。

## 特征
眼纹黄山雀体重约14.76克，翼长约71毫米，嘴峰长约11.3毫米，喙宽度约3.9毫米，喙厚度约4.6毫米，跗蹠长约17.1毫米，尾长约55.1毫米。眼纹黄山雀是部分迁徙的鸟类，其栖息在密集的高大树木组成的森林中，食性为杂食性，主要食物来源是陆生无脊椎动物。

## 分布
西喜马拉雅山麓。